# Boztepe (poluotok)
Boztepe je poluotok u crnomorskoj regiji Turske. Nalazi se u pokrajini Sinop.
Veza između kopna (koje je samo po sebi veći poluotok) na zapadu i Boztepea na istoku je prevlaka duga 1,5 km, a široka 300 metara. Tako poluotok izgleda kao otok i ponekad ga zovu "otok". Površina poluotoka je oko 7 km2. Zaljev na jugu poluotoka (zvan İçliman) prirodna je luka zaštićena od većine vjetrova osim jugoistočnog vjetra. Zbog ove prednosti povijesno je Sinop bio jedna od najaktivnijih luka na crnomorskoj obali prije bitke kod Sinopa 1853.
Poluotok je prilično naseljen. Više od polovice grada Sinopa, uključujući povijesne građevine, nalazi se ili na jugozapadnom dijelu poluotoka ili na prevlaci. Na istočnom dijelu poluotoka jedna ulica teče paralelno s obalom i okružuje poluotok. Na krajnjem istočnom kraju poluotoka nalazi se svjetionik opremljen sirenom za maglu.

## Vanjske poveznice
|  | Zajednički poslužitelj ima još gradiva o temi Boztepe (poluotok) |